# سه‌گانه پیش‌درآمد جنگ ستارگان
سه‌گانه پیش‌درآمد جنگ ستارگان (انگلیسی: Star Wars prequel trilogy) مجموعه‌ای از سه فیلم پیش‌درآمد در حق امتیاز جنگ ستارگان، یک اپرای فضایی آمریکایی که توسط جورج لوکاس ساخته شده است. این مجموعه توسط لوکاس فیلم تولید شده و توسط فاکس قرن بیستم توزیع شده است.
این سه‌گانه شامل تهدید شبح (۱۹۹۹)، حمله کلون‌ها (۲۰۰۲) و انتقام سیت (۲۰۰۵) است.

## فیلم‌ها

### قسمت اول: تهدید شبح
فدراسیون تجاری، رفت‌وآمد به سیاره صلح جو نابو را به منظور حل یک کشمکش تجاری کهکشانی مسدود کرده‌است. صدراعظم والوروم، رئیس مجلس سنای جمهوری کهکشانی به‌طور محرمانه دو شوالیه جدای به نام‌های کوای‌گان جین و شاگرد او اوبی‌وان کنوبی را برای دیدار با فدراسیون تجاری و حل بحران به آنجا می‌فرستد؛ غافل از اینکه فدراسیون تجاری با یک لرد سیت مرموز، دارت سیدیوس هم‌پیمان گشته که به آن‌ها دستور داده‌است تا با ارتش عظیم درویدهایشان به نابو حمله کرده و دو شوالیه جدای را به قتل برسانند. کوای‌گان و اوبی‌وان از مهلکه گریخته و با پنهان شدن در یکی از سفینه‌های جنگی فدراسیون به روی سیاره نابو می‌روند. آن‌ها به یکی از گونگاها (تیره‌ای از موجودات محلی سیاره) به نام جارجار بینکز برخورد می‌کنند که از شهر زیستگاه همنوعانش در زیر دریا، تبعید شده‌است. جارجار که کوای‌گان، جان او را از یک خطر کشنده نجات داده‌است به توصیه او می‌پذیرد تا برای در امان ماندن از حمله فدراسیون و کمک به شوالیه‌های جدای، آن‌ها را به شهر خود ببرد. در همین زمان فدراسیون تجاری، ملکه آمیدالا رهبر نابو را به اسارت می‌گیرد. کوای‌گان با به کار بردن حقه فکری جدای‌ها و یک زیردریایی که گونگاها به او داده‌اند به همراه شاگردش و جارجار به پایتخت نابو رفته و ملکه و گارد امنیتی او را نجات می‌دهد. سپس آن‌ها نابو را به مقصد سیاره کوروسانت، مرکز جمهوری کهکشانی، ترک می‌کنند تا از سنا کمک بخواهند.
هنگام گریز، سفینه آن‌ها از سوی یکی از سد راه‌های فدراسیون هدف قرار می‌گیرد، یک دروید (کارگر ماشینی) با کد آر تو دی تو سپر محافظتی سفینه را با موفقیت تعمیر می‌کند اما در نتیجه آن ضربه، هایپردرایو سفینه نیز از کار افتاده‌است. آن‌ها برای تعمیر سفینه، به ناچار در سیاره‌ای دور از مرکز و بیابانی به نام تاتویین فرود می‌آیند. هنگام جستجو برای قطعات مورد نیاز سفینه، کوای‌گان و پَدمه (یکی از خدمتکاران ملکه)، با آناکین اسکای‌واکر پسر بچه‌ای نه ساله که برده یک دکّان‌دار و دلال اجناس اوراق به نام واتو است و مهارت خاصی در خلبانی و ماشین‌آلات دارد، دوست می‌شوند آناکین به آن‌ها کمک می‌کند تا از راه بردن مسابقه سفینه سواری و دریافت جایزه پول تعمیر سفینه را بپردازد.
کوای‌گان که از مهارت زیاد آناکین با خبر می‌شود از آناکین می‌خواهد تا با او همراه شود. آناکین هم با خوشحالی قبول می‌کند اما شورای جدای به ریاست استاد یودا نظر دیگری دارد. آن‌ها با آموزش یک پسر بچه بیگانه مخالف اند.
در نابو نایب السطنه همه چیز را در دست دارد. آن‌ها با کمک جارجار به پناهگاه گان گان‌ها می‌روند و پدمه اعتراف می‌کند که ملکه است و گان گان‌ها به آن‌ها کمک می‌کنند. در راه رفتن به قصر هستند که دارت ماول را می‌بینند و کوای‌گان و اوبی‌وان حاضر می‌شوند با او بجنگند ولی اوبی‌وان شاهد مرگ استادش می‌شود و اوبی‌وان که از مرگ استادش غمگین است موفق می‌شود دارت ماول را بکشد. او در انتهای فیلم به دست استاد یودا به شوالیه جدای تبدیل می‌شود و همچنین یودا می‌پذیرد تا آناکین برای طریقت جدای‌ها آموزش ببیند و این وظیفه را بر عهده اوبی‌وان می‌گذارد.

### قسمت دوم: حمله کلون‌ها
ده سال بعد از تلاش برای نجات نابو، کهکشان در آستانه جنگ داخلی قرار می‌گیرد. تحت رهبری کنت دوکو، هزاران سیستم خورشیدی تهدید به جدا شدن از جمهوری کهکشانی می‌کنند. آناکین اسکای‌واکر در حالی که استادش اوبی‌وان کنوبی مشغول تحقیقات درباره جدایی طلبهاست، به‌طور مخفیانه وارد ماجرایی عاشقانه با سناتور پادمه آمیدالا می‌شود. در این بین، تحقیقات اوبی‌وان کنوبی منجر به کشف ارتشی مخفیانه از کلون‌ها در سیاره‌ای دور افتاده دور از چشم سنای جمهوری و جدای‌ها می‌شود که از قضا برای جمهوری تربیت شده‌است.

### قسمت سوم: انتقام سیت
اکنون پس از گذشت ۳ سال جنگ جمهوری کهکشانی با جدایی‌طلب‌ها، آن‌ها در آستانهٔ شکست در برابر جمهوری قرار گرفته‌اند. ژنرال گریوس ، رهبر اصلی ارتش عظیم جدای طلب‌ها، هم‌اکنون بزرگ‌ترین و نیز آخرین لشکرکشی‌های خود را علیه جمهوری و به امید تسلط یافتن بر آن، می‌کند. صدراعظم جمهوری، پالپاتین، الان می‌خواهد آرزویی که بیش از ۱۴ سال است برای رسیدن به آن تلاش می‌کند، عملی سازد. شیو پالپاتین، برای رسیدن به هدف خود، با کنت دوکو، شاگرد خود و لرد سیت معروف و بزرگ‌ترین رئیس جدای‌خواه‌ها، نقشه کشیده‌است. او در صدد برآمده است تا امپراتوری کهکشان خود را که سال‌ها برای تأسیس آن برنامه‌ریزی کرده‌است، به وجود آورد.
کنت دوکو به خواست او، خود او را در یک ناو جنگی در مدار کوروسانت دستگیر کرده‌است تا جمهوری را بیشتر به جنگ جذب کند. در نتیجه، جمهوری در مدار کوروسانت، به ناچار با جدایی‌طلب‌ها وارد جنگ می‌شود و از این مهمتر این که دو شوالیه جدای، اوبی‌وان کنوبی و آناکین اسکای‌واکر را برای نجات پالپاتین، به آن آنجا اعزام می‌کند. هنگامی که به آنجا می‌رسند و صدر اعظم را می‌بینند، ناگهان دوکو وارد می‌شود و با آن‌ها درگیر جنگ می‌شود.
سرانجام پس از چند دقیقه نبرد، آناکین به تنهایی هر دو دست دوکو را در جلوی چشمان پالپاتین، قطع کرده و به دستور پالپاتین او را می‌کشد. پالپاتین بعدها از طریق تحریک کردن آناکین اسکای واکر به سمت تاریک نیرو هویت اصلی خود را فاش می‌کند و در دستور شماره ۶۶ به کمک اسکای واکر و ارتش کلون‌ها تمام جدای‌ها به جز تعداد انگشت شماری را یافته و قتل‌عام می‌کند؛ و بالاخره بعد از نزدیک به ۱۵سال انتظار در حضور سناتورها در تالار سنا جمهوری را کنار زده و اولین امپراتوری کهکشان را تاُسیس می‌کند و قول کشتار بقیهُ جدای‌ها، صلح و آرامش را به مردم می‌دهد. در همین هنگام اوبی وان، آناکین را شکست داده و به درون مواد مذاب می اندازد. امپراتور پالپاتین او را نجات می‌دهد و با ترمیم بدن او و ماسک گذاشتن روی صورتش دارث ویدر متولد می‌شود و همزمان ابر سلاح امپراتور، ستاره مرگ ساختش آغاز می‌شود.